# Trofeo Alfredo Binda-Comune di Cittiglio 2016
La 41.ª edición del Trofeo Alfredo Binda-Comune di Cittiglio se celebró el 20 de marzo de 2016 sobre un recorrido de 123,3 km con inicio en Gavirate y final en la ciudad de Cittiglio en Italia.
La carrera hizo parte del UCI WorldTour Femenino 2016 como competencia de categoría 1.WWT del calendario ciclístico de máximo nivel mundial siendo la tercera carrera de dicho circuito y fue ganada por la ciclista británica Elizabeth Armitstead del equipo Boels Dolmans. El podio lo completaron la ciclista estadounidense Megan Guarnier del equipo Boels Dolmans y la ciclista suiza Jolanda Neff del equipo Servetto Footon.

## Equipos
Tomaron parte en la carrera un total de 27 equipos invitados por la organización de los cuales 25 fueron de categoría UCI Team Femenino y 2 selecciones nacionales, quienes conformaron un pelotón de 159 ciclistas y de estos terminaron 81.
| Equipos femeninos (25)- Alé Cipollini - Aromitalia Vaiano - BePink - Boels Dolmans - BTC City Ljubljana - Canyon-SRAM Racing - Cervélo Bigla - Cylance - Hitec Products - Inpa-Bianchi - Lensworld-Zannata - Liv-Plantur - Lotto Soudal Ladies - Orica-AIS - Parkhotel Valkenburg - Poitou-Charentes.Futuroscope.86 - Rabo Liv Women - SC Michela Fanini - Servetto Footon - Tibco-Silicon Valley Bank - Top Girls Fassa Bortolo - Topsport Vlaanderen-Etixx - Twenty16-Ridebiker - UnitedHealthcare - Wiggle High5 Equipos nacionales (2)- Francia - Suiza |
| |

## Clasificaciones finales
Las clasificaciones finalizaron de la siguiente forma:

### Clasificación general
| \| Clasificación general \| Clasificación general \| Clasificación general \| Clasificación general \| Clasificación general \| \| Ciclista \| Ciclista \| Equipo \| Tiempo \| \| \| --------------------- \| --------------------- \| --------------------- \| --------------------- \| --------------------- \| \| 1.ª \| Lizzie Armitstead \| Boels Dolmans \| 3 h 11 min 10 s \| \| \| 2.ª \| Megan Guarnier \| Boels Dolmans \| + 1 s \| \| \| 3.ª \| Jolanda Neff \| Servetto Footon \| + 4 s \| \| \| 4.ª \| Emma Johansson \| Wiggle High5 \| + 4 s \| \| \| 5.ª \| Alena Amialiusik \| Canyon-SRAM Racing \| + 4 s \| \| \| 6.ª \| Anna van der Breggen \| Rabo Liv Women \| + 4 s \| \| \| 7.ª \| Katarzyna Niewiadoma \| Rabo Liv Women \| + 11 s \| \| \| 8.ª \| Annemiek van Vleuten \| Orica-AIS \| + 39 s \| \| \| 9.ª \| Lauren Kitchen \| Hitec Products \| + 1 min 06 s \| \| \| 10.ª \| Giorgia Bronzini \| Wiggle High5 \| + 1 min 06 s \| \| |                      |                    |                 |
| |                      |                    |                 |
| |                      |                    |                 |
| Clasificación general |                      |                    |                 |
| Ciclista | Ciclista             | Equipo             | Tiempo          |
| 1.ª | Lizzie Armitstead    | Boels Dolmans      | 3 h 11 min 10 s |
| 2.ª | Megan Guarnier       | Boels Dolmans      | + 1 s           |
| 3.ª | Jolanda Neff         | Servetto Footon    | + 4 s           |
| 4.ª | Emma Johansson       | Wiggle High5       | + 4 s           |
| 5.ª | Alena Amialiusik     | Canyon-SRAM Racing | + 4 s           |
| 6.ª | Anna van der Breggen | Rabo Liv Women     | + 4 s           |
| 7.ª | Katarzyna Niewiadoma | Rabo Liv Women     | + 11 s          |
| 8.ª | Annemiek van Vleuten | Orica-AIS          | + 39 s          |
| 9.ª | Lauren Kitchen       | Hitec Products     | + 1 min 06 s    |
| 10.ª | Giorgia Bronzini     | Wiggle High5       | + 1 min 06 s    |

## UCI WorldTour Femenino
El Trofeo Alfredo Binda-Comune di Cittiglio otorga puntos para el UCI WorldTour Femenino 2016, incluyendo a todas las corredoras de los equipos en las categorías UCI Team Femenino. Las siguientes tablas muestran el baremo de puntuación y las 10 corredoras que obtuvieron más puntos:
| Posición   | 1.ª | 2.ª | 3.ª | 4.ª | 5.ª | 6.ª | 7.ª | 8.ª | 9.ª | 10.ª | 11.ª | 12.ª | 13.ª | 14.ª | 15.ª | 16.ª | 17.ª | 18.ª | 19.ª | 20.ª |
| Puntuación | 120 | 100 | 85  | 70  | 60  | 50  | 40  | 35  | 30  | 25   | 20   | 18   | 16   | 14   | 12   | 10   | 8    | 6    | 4    | 2    |

| 1.ª  | Elizabeth Armitstead | Boels-Dolmans      | 120 |
| 2.ª  | Megan Guarnier       | Boels-Dolmans      | 100 |
| 3.ª  | Jolanda Neff         | Servetto Footon    | 85  |
| 4.ª  | Emma Johansson       | Wiggle High5       | 70  |
| 5.ª  | Alena Amialyusik     | Canyon SRAM Racing | 60  |
| 6.ª  | Anna Van Der Breggen | Rabobank-Liv Women | 50  |
| 7.ª  | Katarzyna Niewiadoma | Rabobank-Liv Women | 40  |
| 8.ª  | Annemiek Van Vleuten | Orica-AIS          | 35  |
| 9.ª  | Lauren Kitchen       | Hitec Products     | 30  |
| 10.ª | Giorgia Bronzini     | Wiggle High5       | 25  |